# Oxyopes bouvieri
Oxyopes bouvieri är en spindelart som beskrevs av Lucien Berland 1922. Oxyopes bouvieri ingår i släktet Oxyopes och familjen lospindlar.
Artens utbredningsområde är Etiopien. Inga underarter finns listade i Catalogue of Life.